# Pandžakent

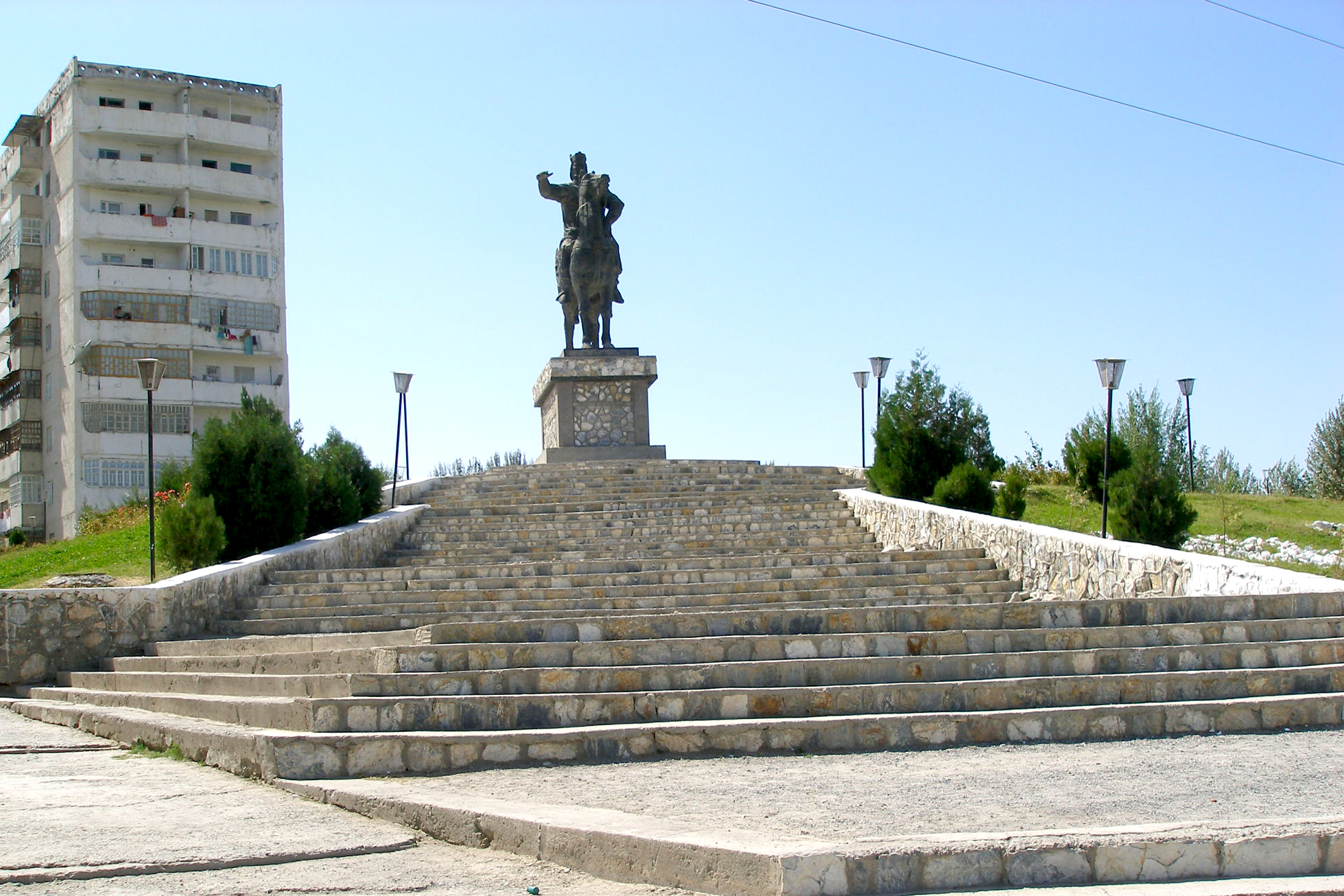
Děvaštičova socha.

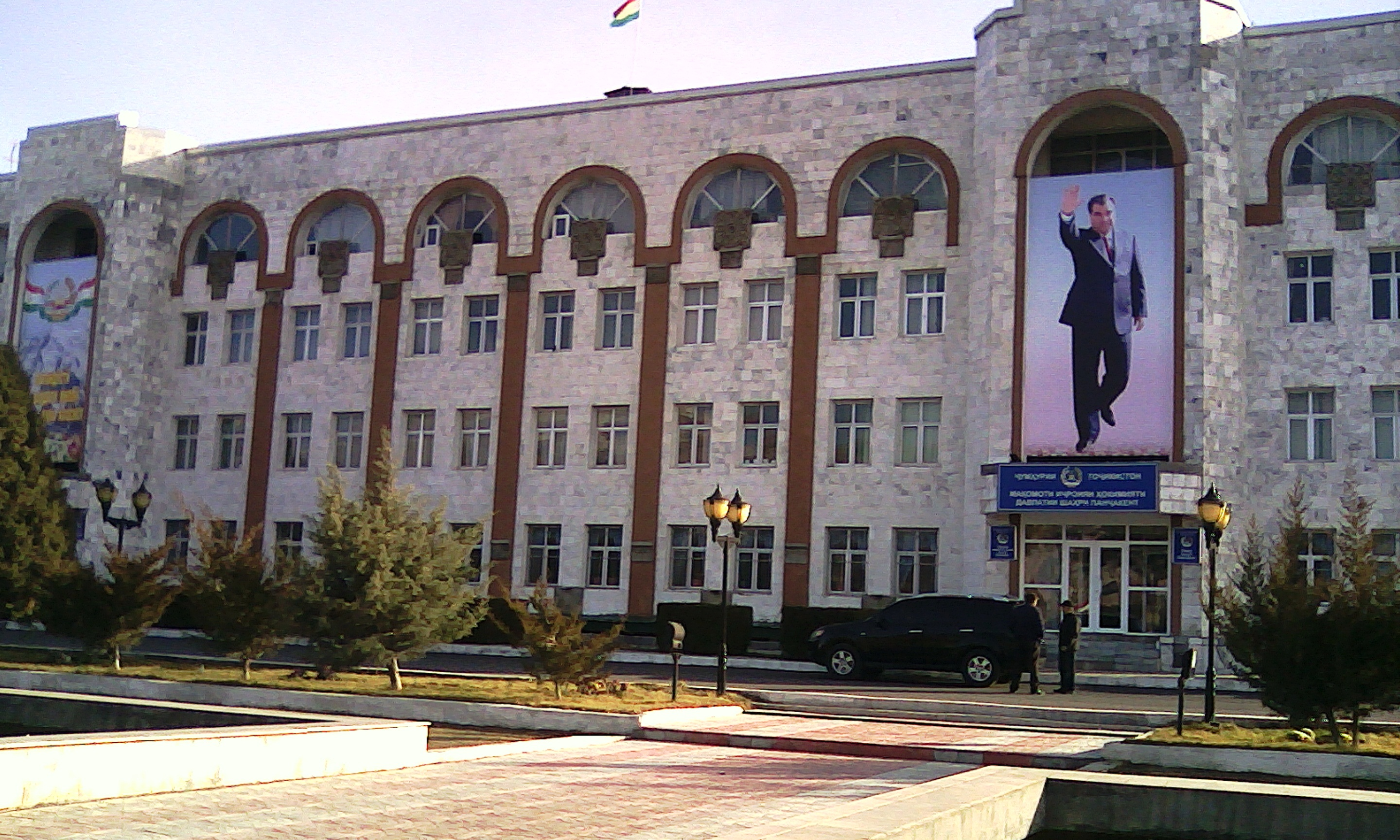
Radnice.

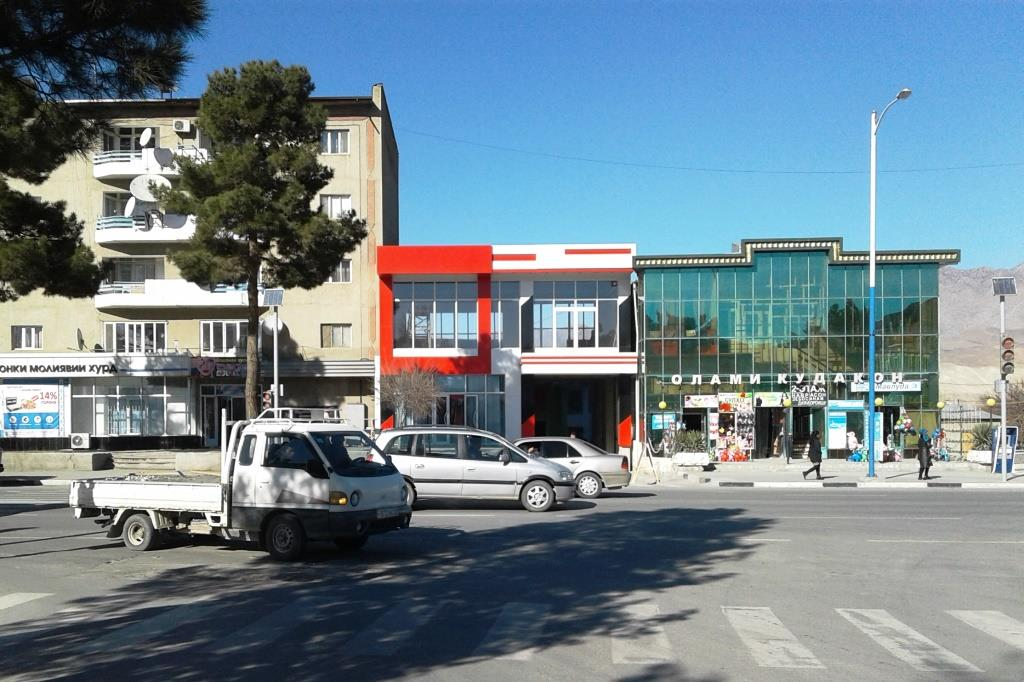
Ulice v Pandažkentu.

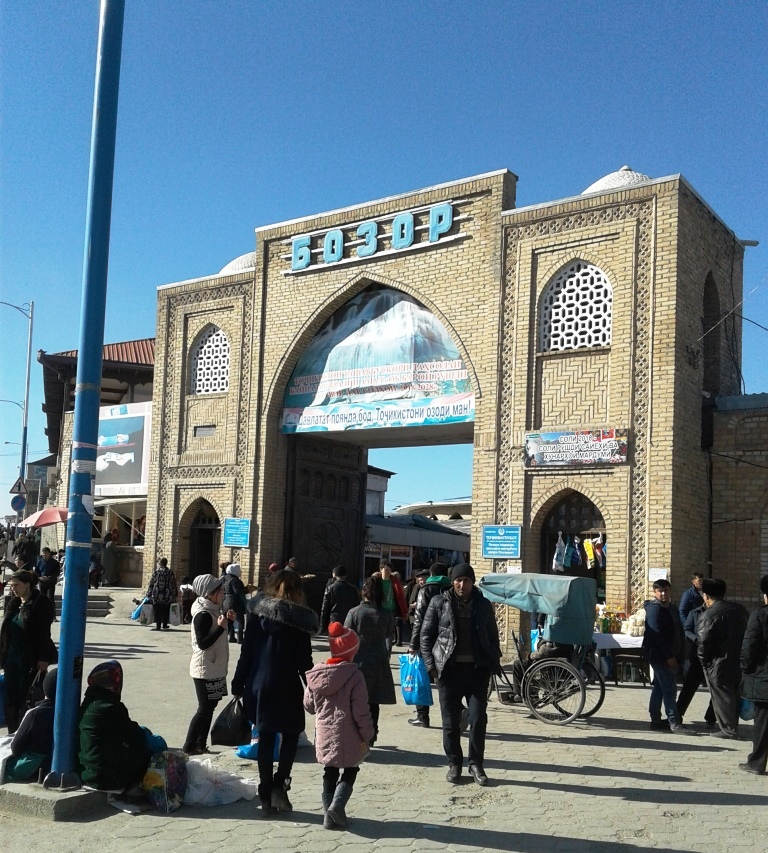
Hlavní ulice.

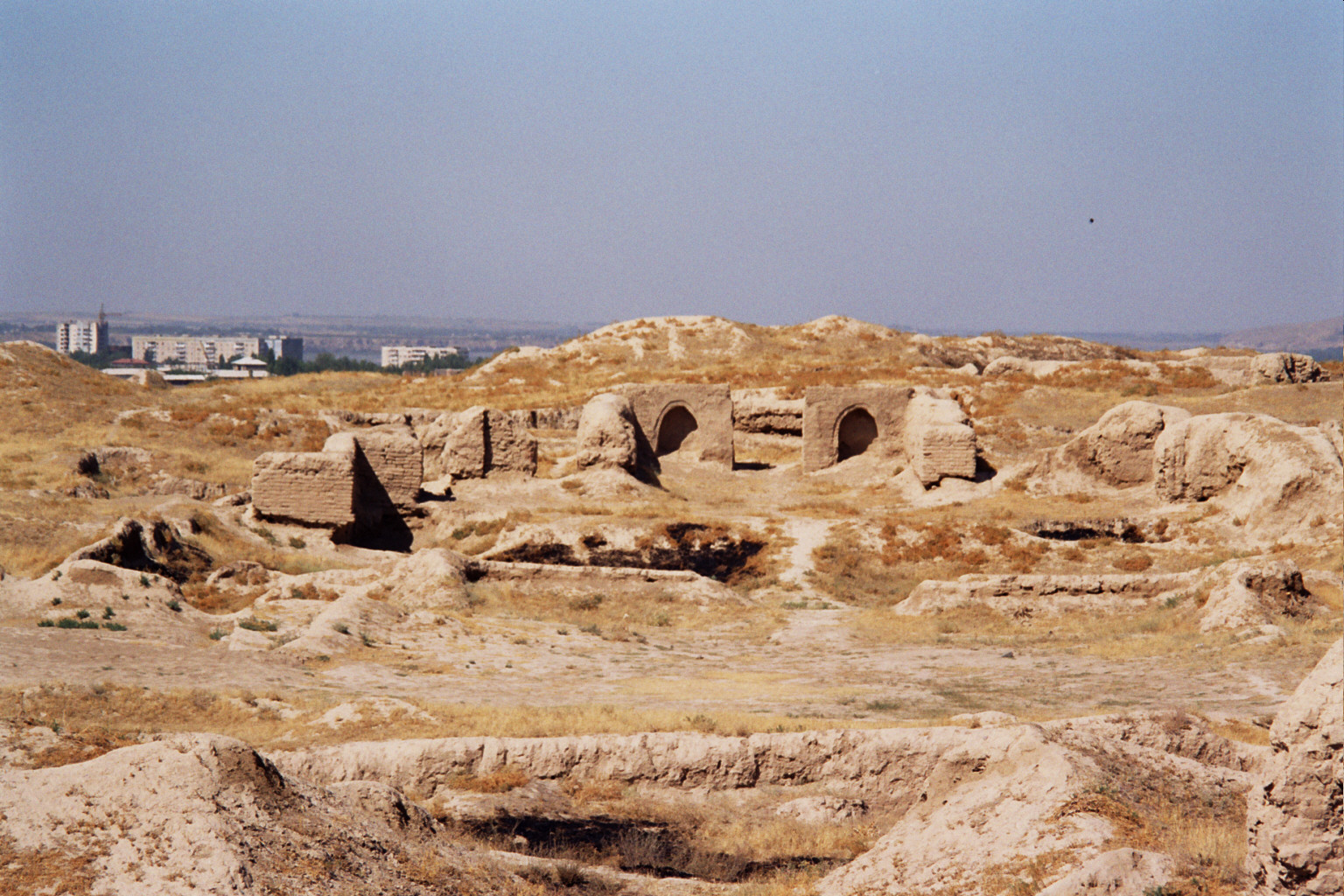
Starověké město s paneláky v pozadí.

Pandžakent (tádžicky Панҷакент, rusky Пенджикент, persky پنج‌کند‎) je město v severozápadním Tádžikistánu (Sogdijský vilájet). V roce 2020 mělo 55 700 obyvatel. Město je bohaté na architektonické památky.

## Název
Název města je indoevropského původu a znamená doslova město pěti. Dle Ivana Sergejeva byl původní název Pjanšambe odkazující na pátý den v týdnu (dle tamního kalendáře čtvrtek), kdy se ve městě konaly trhy. Podle jiné teorie odkazuje název na místní jazyka v překladu znamená posvátné město

## Přírodní poměry
Město se rozkládá hluboko v údolí řeky Zeravšan v Zeravšánském údolí v nadmořské výšce 900 m, v blízkosti hranice s Uzbekistánem. 240 km jihovýchodně od něj leží metropole Dušanbe a 270 km severovýchodně potom Chudžand.
V okolních svazích se nachází ložiska velkého množství nerostného bohatství, zejména kovů a uhlí. Uhelný důl Tobasang disponuje zásobami 250 milionů tun uhlí.
Z administrativního hlediska má město rozlohu přes tři tisíce km2 a zahrnuje ještě 14 okolních sídel.

## Obyvatelstvo
Celé město je etnicky značně rozmanité. Se všemi okolními vesnicemi jej obývají ze dvou třetin Tádžikové a z jedné třetiny Uzbekové.

## Historie
Pandžakent vznikl na místě dávného města a předpokládá se, že jeho dějiny jsou staré tisíce let. Jižně od novodobého města leží trosky sídla dávnověkého. V době před příchodem islámu do střední Asie se jednalo o malé ale hospodářsky docela prosperující město. První zmínka o něm pochází z období 5. století př. n. l.,
V 5. století našeho letopočtu zde již existovalo nejen rolnické obyvatelstvo a řemeslníci, ale působili zde také bohatí statkáři a obchodníci. V roce 722 město obléhali arabští dobyvatelé a obsadili jej. Poslední správce města Děvaštič uprchl, nicméně jej Arabové zajali a odsoudili k smrti. Padesát let město žilo pod arabskou nadvládou, poté bylo ke konci 8. století opuštěno. Dodnes jej připomínají ruiny.
Arabští cestovatelé z 10. století poznamenali, že Pandžakent měl vlastní mešitu, kde se konaly páteční modlitby. Bylo vyhlášené díky vlašským ořechům, které se odsud vyvážely do region. Mezi tradiční řemesla, která se zde za středověku rozvíjela, patřila keramika, vyšívání látek apod.
Ruiny starověké Sogdiany prozkoumal ruský archeolog Boris Maršak. Výzkum lokality probíhá od roku 1946.
Rozvoj města v rámci SSSR probíhal poměrně pozvolna. Dne 28. listopadu 1938 se stal sídlem městského typu a v roce 1953 potom městem. Po druhé světové válce zde bylo v provozu letiště a byla na úrovni republiky provozována letecká doprava do Dušanbe i jinam.
Po rozpadu SSSR došlo k hospodářským změnám ale především vzniku nové státní hranice se sousedním Uzbekistánem, která probíhá několik kilometrů západně od města. Výsledkem toho a jejího uzavření v minulosti byl zánik přirozených kulturních i hospodářských vazeb.
Horská silnice do Dušanbe byla rekonstruována v roce 2015. Postaveny byly nové mosty (celkem třicet) a práce uskutečnila čínská stavební firma. To umožnilo větší rozvoj těžby nerostů. Společnost JSC Zarafshan těží zlato, jedná se o společný podnik s čínskou stranou, resp. společnosti Zi Jin Mining. Vyprodukuje se zde až několik tun zlata ročně.
Rozvoj turistiky a hospodářskou pomoc zde organizuje řada zemí, včetně například USA. Za svoje silné stránky pro další rozvoj město považuje silný těžební průmysl a možnost hospodářského rozvoje v údolí řeky. Za rizika naopak případné povodně nebo kompletní uzavření hranice.
V roce 2017 byl schválen současný územní plán města. Počítá se s modernizací jeho středu a stržením nízkých přízemních budov a výstavbou moderních domů, které mají plnit různé funkce. Tím bude město modernizováno a oslaben jeho orientální, resp. středoasijský charakter. Vzniknout má i silniční okruh, který odvede tranzitní dopravu mimo střed města. Projekt přestavby Pandžakentu se má uskutečnist v souvislosti s 35. výročím nezávislosti Tádžikistánu, které připadne na rok 2026.

## Kultura
Ve městě existuje muzeum a na hlavní třídě stojí socha Lenina. Jezdeckou sochu zde má také i legendární Děvaštič.
Naproti hlavnímu tržišti, kde leží pomyslný střed města, stojí mešita Olim Dodcho.

## Fauna a flóra
Po proudu řeky Zeravšán se nachází významná ptačí rezervace, která zabírá záplavovou oblast a lužní lesy uvedené řeky.

## Doprava
Město nemá napojení na tádžickou železniční síť a jedinou významnou je zde doprava silniční. Hlavní komunikace prochází západo-východním směrem od hranice s Uzbekistánem přes celý Pandžakent až do vesnice Ajni v horách. Jako hlavní osa má charakter rušné čtyřproudé silnice. Odtud vede komunikace na jih do Dušanbe (hlavního města) a do Chudžandu, který je regionálním centrem pro Sogdijský vilájet.
Pandžakent má vlastní autobusové nádraží, umístěné na východním konci města.
Zmíněná řeka je ve městě překročena jediným silničním zavěšeným mostem.
Město má rovněž vlastní letiště s jednou asfaltovou ranvejí.

## Školství
Ve městě působí Tádžický státní pedagogický ústav, Pedagogická škola Lékařská fakulta, Odborné polytechnické lyceum střední školy, základní školy a školky. Obyvatelům města slouží Palác kultury a několik kulturně-rekreačních a zábavních institucí.

## Známé osobnosti
- Rúdakí, básník[7]